# Markus Wagesreiter
Markus Wagesreiter (* 14. Jänner 1982 in St. Pölten) ist ein österreichischer ehemaliger Handballspieler.
Wagesreiter, der in der österreichischen und deutschen Bundesliga sowie für die österreichische Männer-Handballnationalmannschaft spielte, wurde meist im linken Rückraum eingesetzt.
Markus Wagesreiter begann in seiner Heimatstadt bei Union St. Pölten mit dem Handballspiel. Später debütierte er für den nahe gelegenen UHC Tulln in der Handball Liga Austria. Mit Tulln gewann er 2004 den österreichischen Pokal. Ein Jahr später wechselte Wagesreiter zum Ligakonkurrenten Superfund Hard, mit dem er 2007 österreichischer Vizemeister wurde. Wagesreiter wechselte zur Eintracht Hildesheim in die deutsche 2. Handball-Bundesliga. Mit den Domstädtern scheiterte er zwar in der Relegation zum Aufstieg in die erste Liga an der HSG Düsseldorf; gleichzeitig wurden aber auch höherklassige Vereine auf Wagesreiter aufmerksam, sodass er im Sommer 2008 von HBW Balingen-Weilstetten verpflichtet wurde.
Mit dem Saisonende 2009/10 wechselte Wagesreiter von der HBW Balingen-Weilstetten zu Bregenz Handball, wo er einen Zwei-Jahres-Vertrag unterschrieb. Ab dem Sommer 2012 lief er für die SG Handball West Wien auf. 2016 wurde Wagesreiter wieder von seinem Jugendverein Union St. Pölten unter Vertrag genommen. 2018 wechselte der Rückraumspieler zum UHC Tulln. Gleich in seinem ersten Jahr schaffte er mit dem Team den Sprung in die Spusu CHALLENGE. 2020 beendete Wagesreiter seine Karriere.
Markus Wagesreiter hat bisher 143 Länderspiele für die österreichische Männer-Handballnationalmannschaft bestritten und dabei 111 Tore erzielt.

## HLA-Bilanz
| Saison    | Verein                | Spielklasse | Tore | 7-Meter | Feldtore |
| --------- | --------------------- | ----------- | ---- | ------- | -------- |
| 2010/11   | Bregenz Handball      | HLA         | 115  | 2       | 113      |
| 2011/12   | Bregenz Handball      | HLA         | 67   | 0       | 67       |
| 2012/13   | SG Handball West Wien | HLA         | 15   | 0       | 15       |
| 2013/14   | SG Handball West Wien | HLA         | 87   | 0       | 87       |
| 2014/15   | SG Handball West Wien | HLA         | 68   | 0/0     | 68       |
| 2015/16   | SG Handball West Wien | HLA         | 38   | 0/0     | 38       |
| 2011–2016 | gesamt                | HLA         | 390  | 2       | 388      |